# Neumarkt in der Oberpfalz
Neumarkt in der Oberpfalz (ufficialmente Neumarkt i. d. OPf., letteralmente "Egna nell'Alto Palatinato"; in bavarese Neimack o Neimoarkt) è una città della Baviera, in Germania. È il capoluogo e il centro maggiore del circondario omonimo.
Neumarkt, pur non appartenendo ad alcuna comunità amministrativa, ospita la sede della comunità (Verwaltungsgemeinschaft) omonima.

## Amministrazione

### Gemellaggi
- Issoire, Francia, dal 1971
- Mistelbach an der Zaya, Bassa Austria, Austria, dal 1983